# No Angel
No Angel – debiutancki album brytyjskiej piosenkarki pop Dido wydany w czerwcu 1999 roku w Stanach Zjednoczonych.
Szerszą popularność zdobył gdy w lutym 2001 roku został wydany globalnie. Do 2003 płyta sprzedała się w nakładzie 15 mln egzemplarzy i był to drugi najlepiej sprzedający się album w 2000 roku w Wielkiej Brytanii, zaraz za debiutem Jamesa Blunta Back to Bedlam.
W Polsce album osiągnął status platynowej płyty.

## Lista utworów
1. „Here with Me” (Armstrong/Gabriel/Statham) – 4:14
2. „Hunter” (Armstrong/Armstrong) – 3:57
3. „Don't Think of Me” (Armstrong/Armstrong/Herman/Taylor) – 4:32
4. „My Lover’s Gone” (Armstrong/Catto) – 4:27
5. „All You Want” (Armstrong/Armstrong/Herman) – 3:53
6. „Thank You” (Armstrong/Herman) – 3:37
7. „Honestly OK” (Armstrong/Armstrong/Benbrook) – 4:37
8. „Slide” (Armstrong/Herman) – 4:53
9. „Isobel” (Armstrong/Armstrong) – 3:54
10. „I’m No Angel” (Armstrong/Gabriel/Statham) – 3:55
11. „My Life” (Armstrong/Armstrong/Bates) – 3:09
12. „Take My Hand” (Armstrong/Armstrong) – 6:42